# 张皓然 (1988年)
张皓然（1988年01月14日—），中國大陸歌手及演员，出生于内蒙古。

## 簡介
張皓然畢業於中央戲劇學院表演系畢業，隨後加入光線传媒擔任助理主持，並先後錄製及主持《全能綜藝班》、《時尚大搜茶》、《向尚看齊》、《美味人生》等電視節目，也曾主持香港中天衛視《把世界帶回來》、《大眾娛樂在線》等節目。他在簽約大國文化集團、正式加入歌手行業之後，於2010年8月在中國內地發行首張概念EP《做你的帥管家》，同年10月進軍海外市場發行人文EP《我在台北30天》。2011年3月14日在台灣發行第一本關於美容、禮儀的書《帥管家教你變身時尚名媛》。

## 個人專輯
- 做你的帅管家（EP）（2010年8月12日發行）

## 影視
- 電視劇《賽車手的榮譽》飾演王寶生
- 首部網絡火星語劇《大國咖》男主角

## 話劇
- 王小波作品《黃金時代》 飾演小王

## MV
- 譚晶《春到杏花村》
- 汪峰《北京北京》

## 主持
- 網易女性頻道時尚節目《愛美163》
- 貴州衛視《音樂樂透社》
- 湖北衛視《時尚大不同》
- 江蘇靚妝頻道《向尚看齊》
- 光線傳媒《明星BigStar》、《全能綜藝班》藝員

## 書籍
- 張皓然. . 臺灣: 漢皇國際文化有限公司. 2011年3月14日. ISBN 9789866590542 （中文（繁體））.